# 알드린
알드린(Aldrin)은 대부분의 국가에서 금지된 1990년대까지 널리 사용된 유기염소 살충제이다.